# Pont d’Asnières
Die Pont d’Asnières ist eine Straßenbrücke über die Seine zwischen den Orten Asnières-sur-Seine und Clichy im Département Hauts-de-Seine im Nordwesten von Paris.

## Lage
Die knapp 100 m unterhalb der Eisenbahnbrücke Asnières stehende Bogenbrücke überquert außer der Seine auch mit einem gesonderten Bauwerk die vierspurige Uferstraße Quai du Docteur Dervaux auf dem linken Ufer. Auf dem anderen Ufer endet sie in einem Kreisverkehr, der durch die Uferstraßen Quai Michelet und Quai de Clichy sowie die Route d'Asnières gebildet wird. Als nächste Brücke flussabwärts folgt nach etwa einem Kilometer die Pont de Clichy.

## Beschreibung
Die zwischen 1906 und 1908 gebaute Pont d’Asnières hat vier Fahrspuren und auf beiden Seiten je einen Gehweg. Die zwischen den Widerlagern 181 m lange und 16 m breite Bogenbrücke überquert die Seine mit vier Brückenfeldern mit Pfeilerachsabständen von 44 + 48,5 + 48,5 + 40 m. Ihre zweigelenkigen Bögen zwischen den nach oben durchgehenden Pfeilern werden jeweils von acht genieteten, gebogenen Stahlträgern gebildet, die durch diagonale und querverlaufende Verbindungen versteift sind. Die Fahrbahnplatte ist auf den Trägern aufgeständert, die Stützen sind an den Außenseiten durch architektonisch gestaltete Rundbögen verkleidet, zwischen denen durch entsprechende Profilierung betonte Konsolen den auskragenden Gehweg stützen.

## Geschichte
An der Stelle einer früheren Fähre baute der Unternehmer Rozier des Bordes auf der Grundlage einer langfristigen Konzession 1825 die erste Brücke mit Steinpfeilern und sieben Bögen aus Holzfachwerk nach Plänen von Henri Navier. Das hölzerne Tragwerk wurde später durch eine gusseiserne Bogenkonstruktion ersetzt, die 1870 im Deutsch-Französischen Krieg zerstört wurde. Als Provisorium wurde daneben eine Schiffbrücke eingerichtet.
Nach 1870 wurde sie durch eine Brücke mit sieben schmiedeeisernen Fachwerkbögen mit aufgeständerter Fahrbahn zwischen Steinpfeilern ersetzt, die bis zur Fahrbahn reichten. Die Bögen bestanden jeweils aus fünf parallel nebeneinander angeordneten Eisenträgern.

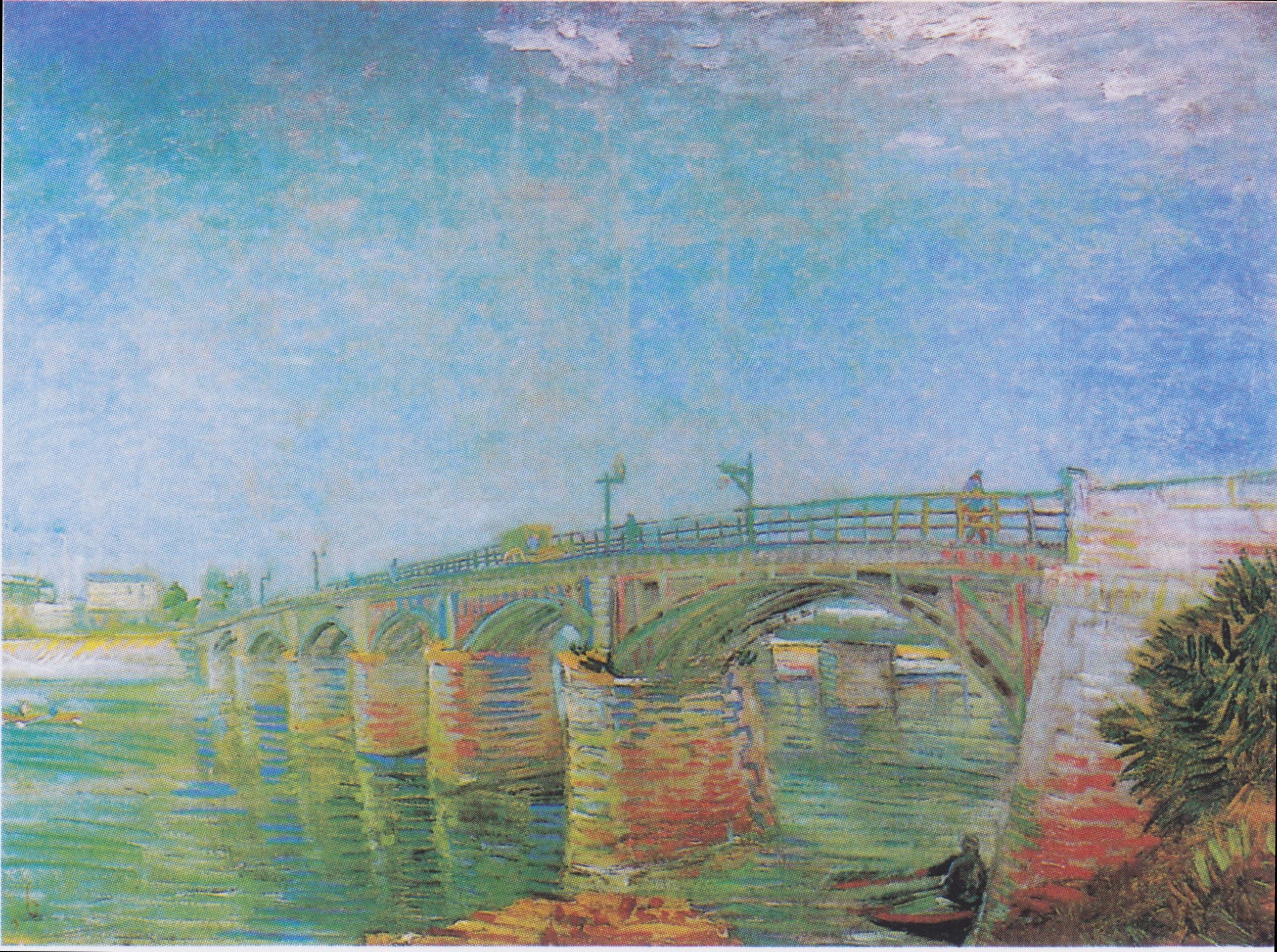
Pont d’Asnières Vincent van Gogh, 1887

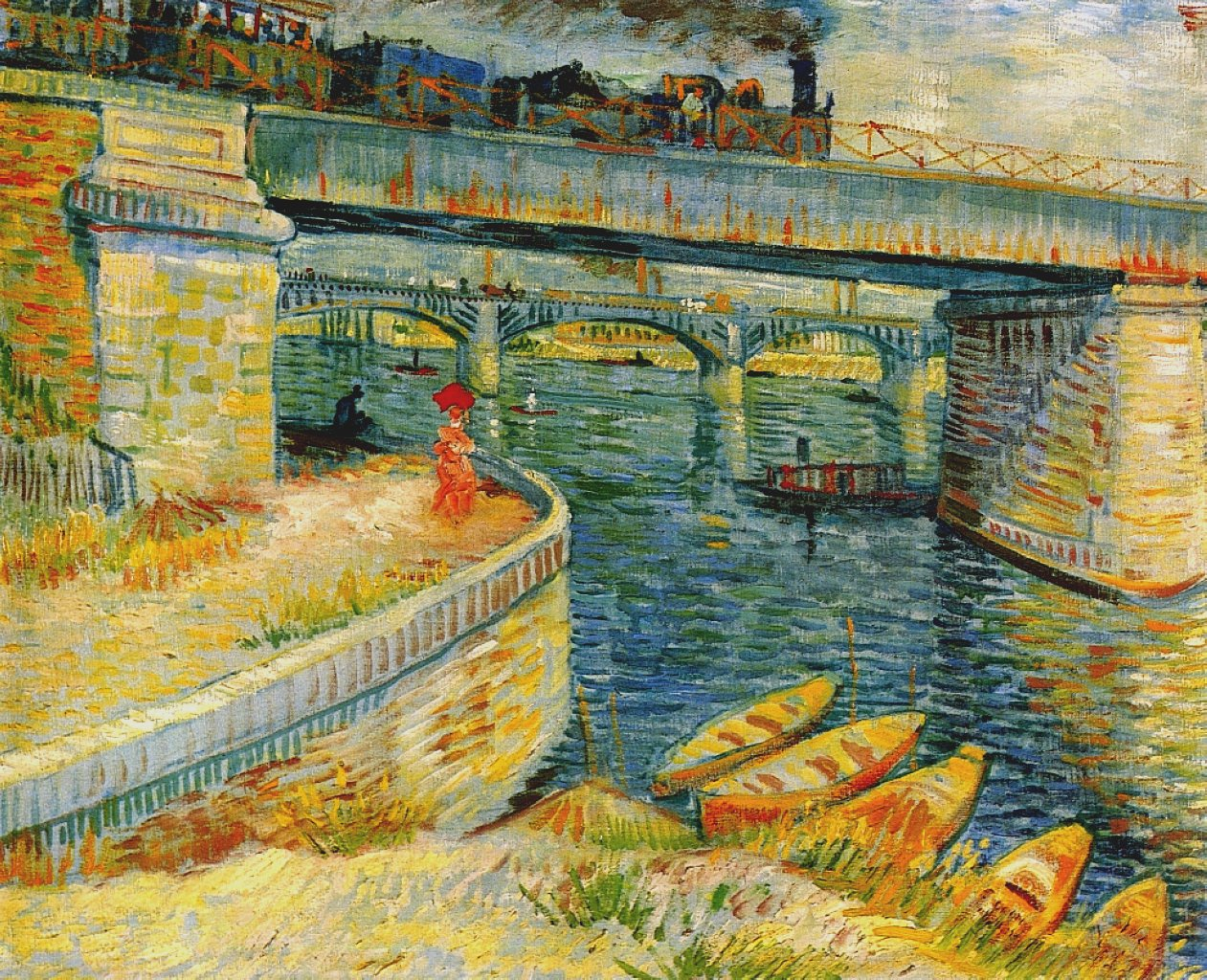
Les Ponts d’Asnières Vincent van Gogh, 1887

Diese Straßenbrücke von Asnières wurde von Vincent van Gogh sowohl als Hauptgegenstand wie auch als Hintergrund zu der Eisenbahnbrücke abgebildet.
Die Pont d’Asnières wurde 1906 abgerissen und durch die heutige Brücke mit vier Bögen ersetzt.

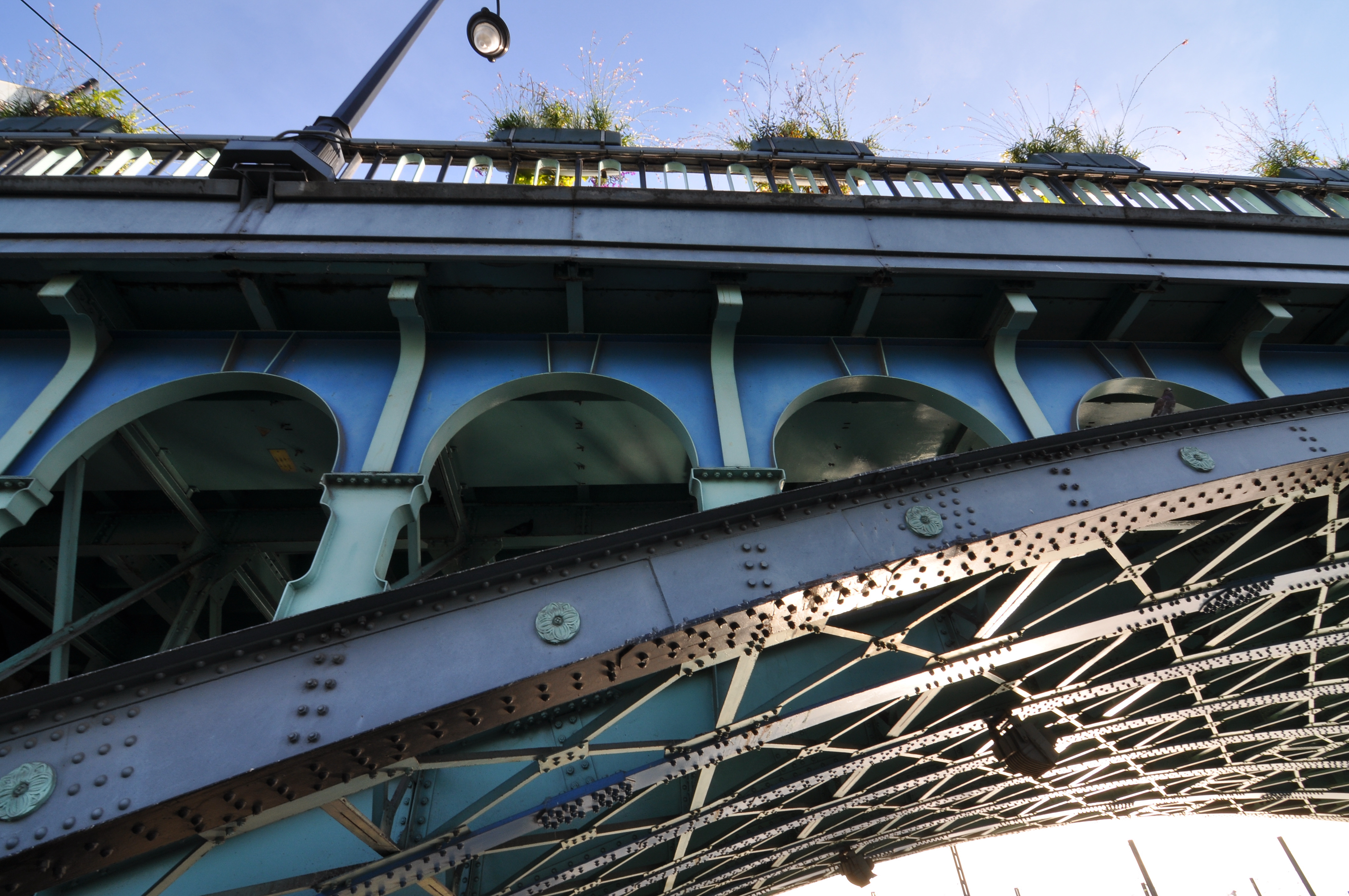
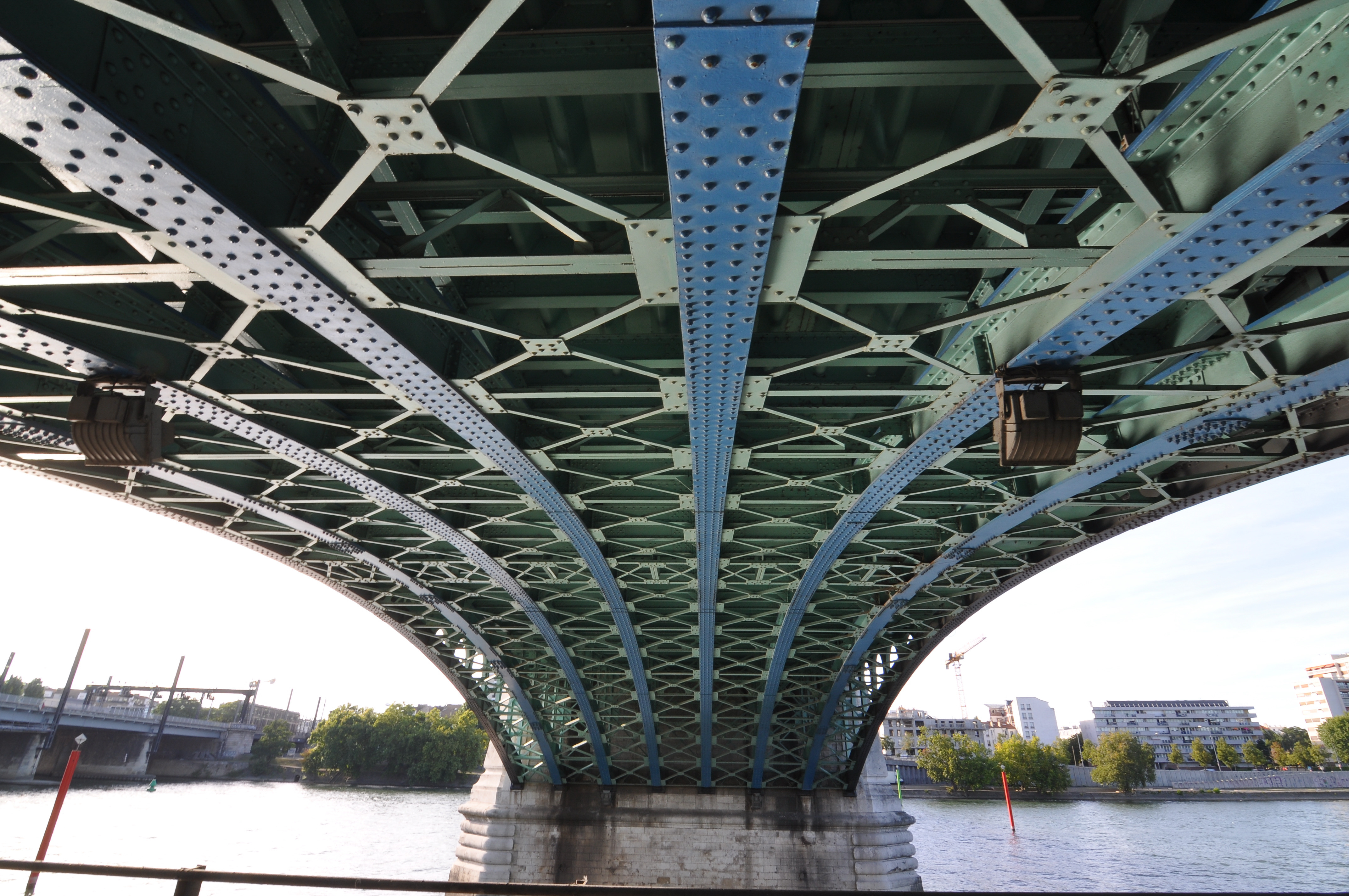
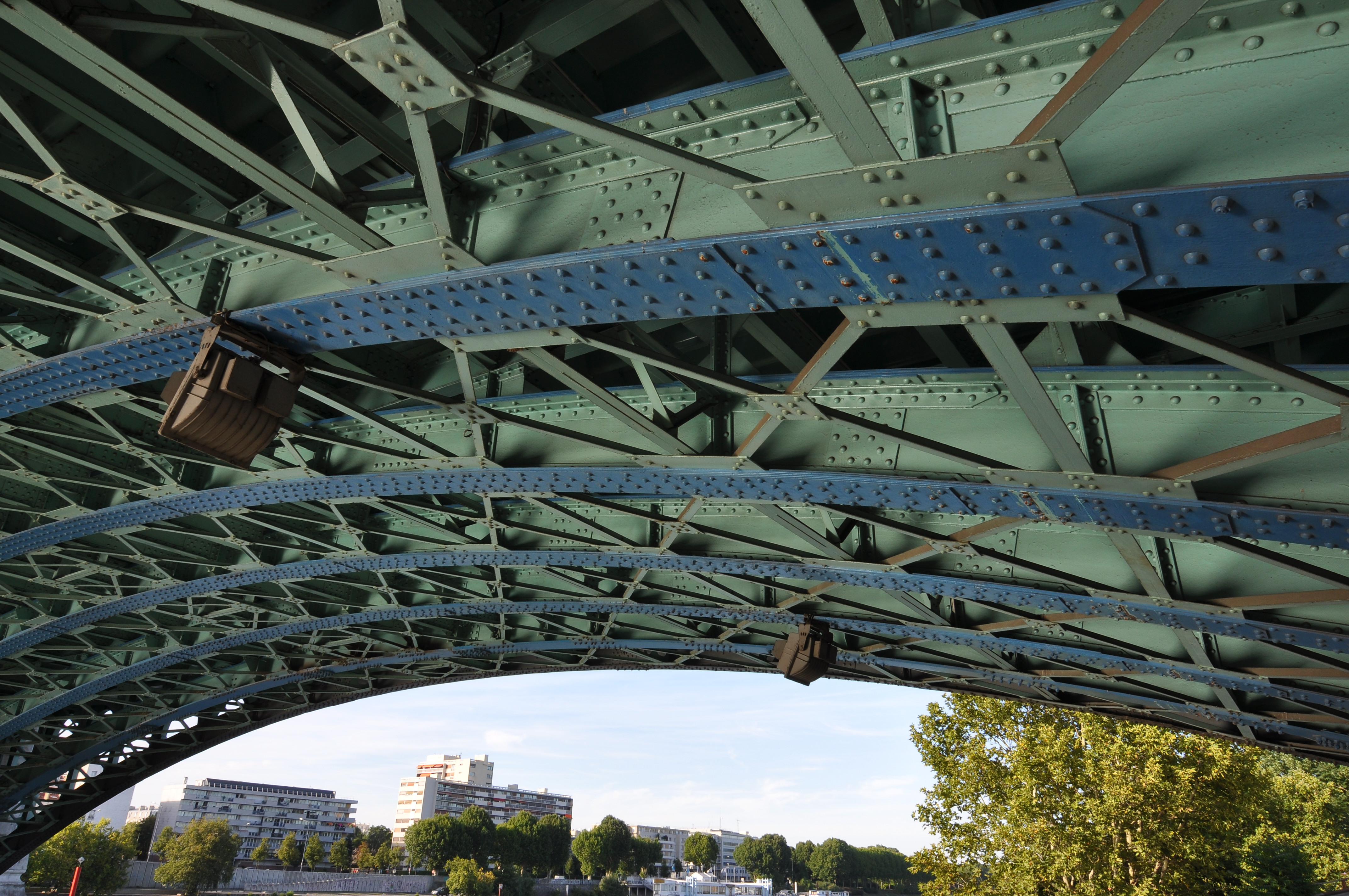
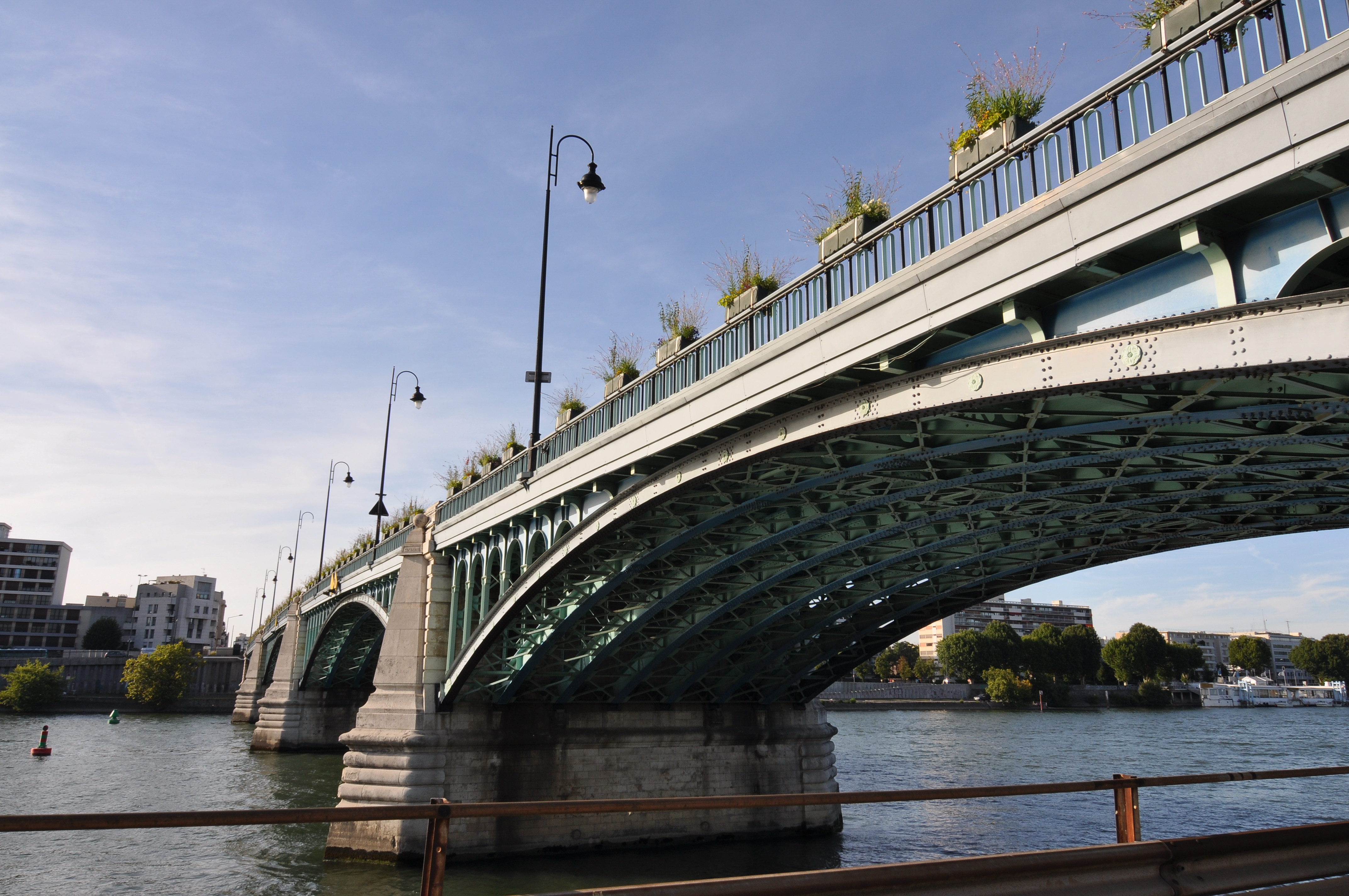